# Plouagat
Plouagat är en kommun i departementet Côtes-d'Armor i regionen Bretagne i nordvästra Frankrike. Kommunen ligger i kantonen Plouagat som tillhör arrondissementet Guingamp. År 2018 hade Plouagat 2 886 invånare.

## Befolkningsutveckling
Antalet invånare i kommunen Plouagat
Referens:INSEE